# Michał Szerszeniewicz
Michał Jan Szerszeniewicz (ur. 5 lutego 1897 w Wieliczce, zm. wiosną 1940 w Charkowie) – kapitan żandarmerii Wojska Polskiego, działacz niepodległościowy, ofiara zbrodni katyńskiej.

## Życiorys
Syn Piotra i Antoniny z Nadzyńskich urodzony 5 lutego 1897 w Wieliczce. W latach 1913–1914 był członkiem Związku Strzeleckiego w Limanowej.
Od 14 września 1914 walczył w szeregach 2 Pułku Piechoty Legionów Polskich. 15 listopada 1915 został zwolniony z Legionów i wcielony do cesarskiej i królewskiej Armii. Od 2 maja 1917 ponownie w Legionach Polskich. W 1918 był w II Korpusie Polskim w Rosji. 11 maja 1918 w bitwie pod Kaniowem dostał się do niemieckiej niewoli i został osadzony w obozie jeńców w Güstrow.
Od 24 lutego 1919 służył w Żandarmerii Okręgu Generalnego Warszawa, a od 1922 w 1 Dywizjonie Żandarmerii w Warszawie. Absolwent Oficerskiej Szkoły dla Podoficerów w Bydgoszczy. 15 sierpnia 1928 Prezydent RP mianował go podporucznikiem ze starszeństwem z 15 sierpnia 1928 i 4. lokatą w korpusie oficerów żandarmerii, a minister spraw wojskowych wcielił do 3 Dywizjonu Żandarmerii w Grodnie. Pełnił służbę na stanowisku dowódcy plutonu żandarmerii Lida. W lipcu 1929 został przeniesiony do kadry oficerów żandarmerii z równoczesnym przeniesieniem służbowym do Dywizjonu Szkolnego Żandarmerii w Grudziądzu. Od 1 stycznia 1930 służył w Centrum Wyszkolenia Żandarmerii w Grudziądzu na stanowisku instruktora 4. kompanii. 2 grudnia 1930 został mianowany porucznikiem ze starszeństwem z 1 stycznia 1931 i 4. lokatą w korpusie oficerów żandarmerii. Z dniem 30 stycznia 1934 został przesunięty w CWŻand. z 1. do 3. kompanii. W październiku 1934 został przeniesiony do 1 Dywizjonu Żandarmerii na stanowisko dowódcy plutonu żandarmerii Dęblin. Na stopień kapitana został mianowany ze starszeństwem z 19 marca 1939 i 2. lokatą w korpusie oficerów żandarmerii. 24 sierpnia 1939, w czasie mobilizacji, objął stanowisko szefa służby żandarmerii 28 Dywizji Piechoty.
W czasie kampanii wrześniowej 1939 – po agresji ZSRR na Polskę – w nieznanych okolicznościach dostał się do niewoli sowieckiej i przebywał w obozie w Starobielsku. Wiosną 1940 został zamordowany przez funkcjonariuszy NKWD w Charkowie i pogrzebany w bezimiennej mogile zbiorowej w Piatichatkach, gdzie od 17 czerwca 2000 mieści się oficjalnie Cmentarz Ofiar Totalitaryzmu w Charkowie. Figuruje na tzw. liście Gajdideja (poz. 3813).
5 października 2007 minister obrony narodowej Aleksander Szczygło mianował go pośmiertnie na stopień majora. Awans został ogłoszony 9 listopada 2007 w Warszawie, w trakcie uroczystości „Katyń Pamiętamy – Uczcijmy Pamięć Bohaterów”.

## Ordery i odznaczenia
- Krzyż Niepodległości – 9 listopada 1931 „za pracę w dziele odzyskania niepodległości”[21][22][2]
- Krzyż Walecznych[23][24]
- Srebrny Krzyż Zasługi – 1938 „za zasługi na polu pracy społecznej”[25]
- Brązowy Krzyż Zasługi[23]
- Medal Pamiątkowy za Wojnę 1918-1921[1]
- Medal Dziesięciolecia Odzyskanej Niepodległości[1]
- Medal Zwycięstwa[8]
- Odznaka Pamiątkowa Więźniów Ideowych[26]